# Wagner Bazin WB
La Wagner Bazin WB, nota in passato come Wallonie Bruxelles, WB e Bingoal WB, è una squadra maschile belga di ciclismo su strada con licenza di UCI ProTeam.
Attiva come squadra Continental dal 2011, ha sede a Mouscron, in Vallonia, ed è sponsorizzata sin dagli esordi dal governo della Comunità francofona del Belgio (marchi "Wallonie Bruxelles" e "WB"). Nel 2016 ha vinto la classifica individuale dell'UCI Europe Tour con Baptiste Planckaert. Dal 2017 al 2019 ha avuto licenza Professional Continental, ed è ProTeam dal 2020.

## Cronistoria

### Annuario
| Anno | Codice | Nome                                                                   | Cat. | Biciclette  | Dirigenza |
| ---- | ------ | ---------------------------------------------------------------------- | ---- | ----------- | --- |
| 2011 | WBC    | Wallonie Bruxelles-Crédit Agricole                                     | CT   | Colnago     | Manager: Yves Vanassche Dir. sportivi: Michel Dernies, Christophe Vanassche                                                                      |
| 2012 | WBC    | Wallonie Bruxelles-Crédit Agricole                                     | CT   | Eddy Merckx | Manager: Yves Vanassche Dir. sportivi: Michel Dernies, Christophe Vanassche                                                                      |
| 2013 | WBC    | Wallonie-Bruxelles                                                     | CT   | Eddy Merckx | Manager: Yves Vanassche Dir. sportivi: Michel Dernies, François Oger                                                                             |
| 2014 | WBC    | Wallonie-Bruxelles                                                     | CT   | Eddy Merckx | Manager: Yves Vanassche Dir. sportivi: Christophe Brandt, Alexandre Abel, Michel Dernies, François Oger                                          |
| 2015 | WBC    | Wallonie-Bruxelles                                                     | CT   | Ridley      | Manager: Yves Vanassche Dir. sportivi: Frédéric Amorison, Alexandre Abel, Christophe Brandt                                                      |
| 2016 | WBC    | Wallonie Bruxelles-Group Protect                                       | CT   | Ridley      | Manager: Christophe Brandt Dir. sportivi: Frédéric Amorison, Alexandre Abel, Christophe Brandt, Olivier Kaisen                                   |
| 2017 | WVA    | WB Veranclassic Aqua Protect                                           | PCT  | Ridley      | Manager: Christophe Brandt Dir. sportivi: Frédéric Amorison, Olivier Kaisen, Thierry Marichal                                                    |
| 2018 | WVA    | WB Aqua Protect Veranclassic                                           | PCT  | Ridley      | Manager: Christophe Brandt Dir. sportivi: Frédéric Amorison, Olivier Kaisen, Thierry Marichal                                                    |
| 2019 | WVA    | Wallonie Bruxelles                                                     | PCT  | Ridley      | Manager: Christophe Brandt Dir. sportivi: Christophe Detilloux, Olivier Kaisen, Jean-Denis Vandenbroucke                                         |
| 2020 | WVA    | Bingoal-Wallonie Bruxelles                                             | PRT  | Ridley      | Manager: Christophe Brandt Dir. sportivi: Christophe Detilloux, Bob De Cnodder, Olivier Kaisen, Jean-Denis Vandenbroucke                         |
| 2021 | BWB    | Bingoal WB (fino al 24 marzo) Bingoal Pauwels Sauces WB (dal 25 marzo) | PRT  | Ridley      | Manager: Christophe Brandt Dir. sportivi: Christophe Detilloux, Sébastien Demarbaix, Olivier Kaisen, Jean-Denis Vandenbroucke                    |
| 2022 | BWB    | Bingoal Pauwels Sauces WB                                              | PRT  | Ridley      | Manager: Christophe Brandt Dir. sportivi: Christophe Detilloux, Sébastien Demarbaix, Olivier Kaisen, Jean-Denis Vandenbroucke                    |
| 2023 | BWB    | Bingoal WB                                                             | PRT  | Ridley      | Manager: Christophe Brandt Dir. sportivi: Christophe Detilloux, Sébastien Demarbaix, Olivier Kaisen, Julien Stassen, Jean-Denis Vandenbroucke    |
| 2024 | BWB    | Bingoal WB                                                             | PRT  | Ridley      | Manager: Christophe Brandt Dir. sportivi: Christophe Detilloux, Olivier Kaisen, Alessandro Spezialetti, Julien Stassen, Jean-Denis Vandenbroucke |
| 2025 | WB2    | Wagner Bazin WB                                                        | PRT  | De Rosa     | Manager: Christophe Brandt Dir. sportivi: Christophe Detilloux, Olivier Kaisen, Alessandro Spezialetti, Julien Stassen, Jean-Denis Vandenbroucke |

### Classifiche UCI
Aggiornato al 31 dicembre 2018.
| Anno | Classifica | Pos. | Migliore cl. individuale  |
| ---- | ---------- | ---- | ------------------------- |
| 2011 | Africa T.  | 13º  | Christophe Prémont (60º)  |
| 2011 | Europe T.  | 35º  | Jonas Van Genechten (88º) |
| 2012 | Europe T.  | 62º  | Kévin Thome (320º)        |
| 2013 | Europe T.  | 35º  | Boris Dron (109º)         |
| 2014 | Asia T.    | 33º  | Frédéric Amorison (35º)   |
| 2014 | Europe T.  | 22º  | Sébastien Delfosse (42º)  |
| 2015 | Europe T.  | 26º  | Antoine Demoitié (36º)    |
| 2016 | Europe T.  | 5º   | Baptiste Planckaert (1º)  |
| 2017 | Asia T.    | 48º  | Justin Jules (161º)       |
| 2017 | Europe T.  | 4º   | Roy Jans (42º)            |
| 2018 | Asia T.    | 102º | Dimitri Peyskens (499º)   |
| 2018 | Europe T.  | 10º  | Kenny Dehaes (10º)        |

## Palmarès
Aggiornato al 31 dicembre 2022.

### Grandi Giri
- Giro d'Italia

Partecipazioni: 0
- Tour de France

Partecipazioni: 0
- Vuelta a España

Partecipazioni: 0

### Campionati nazionali
- Campionati estoni: 1

In linea: 2023 (Karl Patrick Lauk)

## Organico 2025
Aggiornato al 1° gennaio 2025.

### Staff tecnico
|  | Naz.              | Ruolo | Sportivo                 |  |  |  |
|  | ----------------- | ----- | ------------------------ |  |  |  |
|  | Belgio (bandiera) | GM    | Christophe Brandt        |  |  |  |
|  | Belgio (bandiera) | DS    | Christophe Detilloux     |  |  |  |
|  | Belgio (bandiera) | DS    | Olivier Kaisen           |  |  |  |
|  | Italia (bandiera) | DS    | Alessandro Spezialetti   |  |  |  |
|  | Belgio (bandiera) | DS    | Julien Stassen           |  |  |  |
|  | Belgio (bandiera) | DS    | Jean-Denis Vandenbroucke |  |  |  |

### Rosa
|  | Naz.                     |  | Sportivo              | Anno |  |  |
|  | ------------------------ |  | --------------------- | ---- |  |  |
|  | Francia (bandiera)       |  | Jocelyn Baguelin      | 1999 |  |  |
|  | Francia (bandiera)       |  | Pierre Barbier        | 1997 |  |  |
|  | Francia (bandiera)       |  | Quentin Bezza         | 1998 |  |  |
|  | Belgio (bandiera)        |  | Luca De Meester       | 2000 |  |  |
|  | Belgio (bandiera)        |  | Floris De Tier        | 1992 |  |  |
|  | Belgio (bandiera)        |  | Ceriel Desal          | 1999 |  |  |
|  | Francia (bandiera)       |  | Henri-François Haquin | 2002 |  |  |
|  | Belgio (bandiera)        |  | Michiel Lambrecht     | 2003 |  |  |
|  | Belgio (bandiera)        |  | Louka Matthys         | 1999 |  |  |
|  | Belgio (bandiera)        |  | Johan Meens           | 1999 |  |  |
|  | Francia (bandiera)       |  | Victor Papon          | 2001 |  |  |
|  | Italia (bandiera)        |  | Davide Persico        | 2001 |  |  |
|  | Gran Bretagna (bandiera) |  | Tom Portsmouth        | 2000 |  |  |
|  | Belgio (bandiera)        |  | Jens Reynders         | 1998 |  |  |
|  | Italia (bandiera)        |  | Marco Tizza           | 1992 |  |  |
|  | Belgio (bandiera)        |  | Leander Van Hautegem  | 2003 |  |  |
|  | Belgio (bandiera)        |  | Axander Van Petegem   | 2002 |  |  |
|  | Belgio (bandiera)        |  | Kenneth Van Rooy      | 1993 |  |  |
|  | Belgio (bandiera)        |  | Jelle Vermoote        | 2001 |  |  |
|  | Italia (bandiera)        |  | Giacomo Villa         | 2002 |  |  |
|  | Belgio (bandiera)        |  | Loïc Vliegen          | 1993 |  |  |
|  | Belgio (bandiera)        |  | Sasha Weemaes         | 1998 |  |  |